# Веніславський Олександр Станіславович
Венісла́вський Олекса́ндр Станісла́вович (1898 Рясники — † 1989 Рясники) — український культурний діяч, музикант, художник.

## Біографія
Олександр Веніславський народився в родині коваля. В дитинстві товаришував з дітьми власника села Рясники Костянтина Костянтиновича Ушинського, у якого працював батько. При дворі Ушинських навчився грати на скрипці, а картини знаних митців які побачив у рясницькому палаці допомогли у визначенні його подальшої долі. Закінчив місцеву церковно-прихідську школу. Згодом за лобіювання та фінансового сприяння Костянтина Ушинського навчався в одній з Київських гімназій та у приватних педагогів грі на скрипці, духових інструментах, живопису.
У 1925 році одружився з Ганною Іванівною Високовською. Її родина тісно пов'язана з Ушинськими, адже перебували тривалий час при їхньому дворі. Обряд вінчання відбувся 15 листопада в церкві села Гориньград. Відомо, що 1930 року в Рясниках народився син Микола. У міжвоєнний період Олександр Веніславський займався розписом храмів та виконував різні художні замовлення заможних людей. Основним його мистецьким напрямком були пейзажі.
У часи радянської доби знайшов своє місце в культурній сфері. Був одним з перших керівників Гощанського районного будинку культури, очолював Бабинський будинок культури, завідував клубами в селах Рясники та Дмитрівка. Організатор багатьох виступів місцевих фольклорних гуртків, які неодноразово перемагали в обласних та навіть республіканських конкурсах у Києві. У Гощі та інших населених пунктах провів чимало персональних художніх виставок присвячених переважно темі українського пейзажу. Відомі роботи: «Батькова кузня», «Котики-пустуни», «Поклоніння чаші», також копія роботи Карла Брюллова «Вершниці». Олександр Веніславський зокрема є вчителем художника Вілі Брушенка, який був першим учителем та наставником художника-живописця Миколи Годуна.
Помер та похований у селі Рясники на місцевому кладовищі.